# Aigneville
 Aigneville  es una población y comuna francesa, en la región de Picardía, departamento de Somme, en el distrito de Abbeville y cantón de Gamaches.

## Demografía
| 624 | 663 | 658 | 630 | 635 | 658 |
| Para los censos de 1962 a 1999 la población legal corresponde a la población sin duplicidades (Fuente: INSEE [Consultar]) |     |     |     |     |     |